# Federación Monárquica Autonomista
La Federación Monárquica Autonomista (en catalán: Federació Monàrquica Autonomista, FMA) fue un partido político de Cataluña, España, creado en 1918, de tendencia liberal y regionalista, impulsado por Joaquín María de Nadal y Damián Mateu, opuesto a la Unión Monárquica Nacional. En las elecciones generales de 1918 obtuvo sólo un diputado, y en las 1920 y 1923 obtuvo escaño Santiago Güell y López. Inicialmente dieron su apoyo a la dictadura de Primo de Rivera. La mayor parte de sus miembros se integraron en la Liga Regionalista antes de 1930.